# Isael
Isael da Silva Barbosa kurz Isael (* 13. Mai 1988 in São Paulo) ist ein brasilianischer Fußballspieler, der seit Ende Juli 2022 beim saudi-arabischen Club al-Jabalain FC unter Vertrag ist.

## Erfolge
- Campeonato Pernambucano 2010 mit Sport Recife